# Puerto de Otal - Cotefablo
Puerto de Otal - Cotefablo este o arie protejată (arie specială de conservare — SAC, sit de importanță comunitară — SCI) din Spania întinsă pe o suprafață de 1.963,88 ha, integral pe uscat.

## Localizare
Centrul sitului Puerto de Otal - Cotefablo este situat la coordonatele 42°36′40″N 0°12′54″W / 42.611°N 0.21512°V.

## Înființare
Situl Puerto de Otal - Cotefablo a fost declarat sit de importanță comunitară în mai 2000 pentru a proteja 4 specii de animale. Situl a fost protejat și ca arie specială de conservare în februarie 2021.

## Biodiversitate
Situată în ecoregiunea alpină, aria protejată conține 11 habitate naturale: Păduri iberice de Quercus faginea și Quercus canariensis, Râuri de munte și vegetația lor lemnoasă cu Salix elaeagnos, Păduri de fag Asperulo-Fagetum, Formațiuni de Juniperus communis pe lande sau pajiști calcaroase, Păduri de fag din Europa Centrală dezvoltate pe sol calcaros cu Cephalanthero-Fagion, Pajiști uscate seminaturale și facies de acoperire cu tufișuri pe substraturi calcaroase (Festuco-Brometalia) (* situri importante pentru orhidee), Păduri pe pante, grohotișuri și ravene de Tilio-Acerion, Fânețe de joasă altitudine (Alopecurus pratensis, Sanguisorba officinalis), Pajiști alpine și subalpine calcaroase, Păduri montane și subalpine de Pinus uncinata (* dezvoltate pe substrat gipsos sau calcaros), Lande oro-mediteraneene cu formațiuni endemice de grozamă.
La baza desemnării sitului se află mai multe specii protejate de  nevertebrate (4): croitorul mare al stejarului (Cerambyx cerdo), Graellsia isabellae, rădașcă (Lucanus cervus), Rosalia alpina
Pe lângă speciile protejate, pe teritoriul sitului au mai fost identificate 11 specii de plante, 27 de specii de păsări, 3 specii de amfibieni, 5 specii de mamifere, 2 specii de nevertebrate, 2 specii de reptile.